# Отейру (Кабесейраш-де-Башту)
Отейру (порт. Outeiro) — район (фрегезия) в Португалии, входит в округ Брага. Является составной частью муниципалитета Кабесейраш-де-Башту. Находится в составе крупной городской агломерации Большое Минью. По старому административному делению входил в провинцию Минью. Входит в экономико-статистический субрегион Аве, который входит в Северный регион. Население составляет 1057 человек на 2001 год. Занимает площадь 7,28 км².